# Línea Dublin/Pleasanton–Daly City
La línea Dublin/Pleasanton – Daly City (en inglés: Dublin/Pleasanton – Daly City line) es una línea del BART que abastece al Área de la Bahía de San Francisco y consiste e 18 estaciones.  La línea inicia en Dublin y   Pleasanton en la estación Dublin/Pleasanton a Daly City en la terminal Daly City. La línea pasa por Castro Valley, San Leandro, Oakland, San Francisco y Daly City. La línea fue inaugurada el  10 de mayo de 1997.
Por lo general, las líneas del BART no son conocidas por su color que aparecen en los mapas de las estaciones, por lo que solo en pocas ocasiones, es conocida como Línea Azul. Sin embargo, últimamente oficiales del BART se han referido a ella como línea azul, pero la línea se le conoce como Dublin/Pleasanton.

## Nueva estación
La estación West Dublin/Pleasanton está ubicada en la I-580 justo al oeste de la I-680 entre Castro Valley y Dublin/Pleasanton. La construcción de la estación inició en 2006, inaugurándose el 19 de febrero de 2011.